# Бронзовий Тернопіль
Бронзовий Тернопіль — туристично-просвітницький проєкт, який має на меті створення бронзових мініатюр втрачених архітектурних споруд Тернополя.
Заснований у 2015 році.

## Творча група
- ініціатор — Леонід Бицюра.
- краєзнавець — Тарас Циклиняк;
- скульптор — Дмитро Мулярчук;
- 3D моделювальник — Володимир Кріса;
- архітектори Борис Солонін, Данило Чепіль,
- різьбяр, художник Володимир Дусан.

## Встановлені макети
| № | Назва                                                                                           | Розташування                                                                       | Дата встановлення                                                   | Додаткові відомості | Фото |
| - | ----------------------------------------------------------------------------------------------- | ---------------------------------------------------------------------------------- | ------------------------------------------------------------------- | --- | ---- |
| 1 | Центральна частина довоєнного Тернополя початку XX ст.                                          | вулиця Гетьмана Сагайдачного, 14                                                   | 1 травня 2016 року                                                  | Творча група: художник та скульптор Дмитро Мулярчук, архітектор Володимир Кріса, різб'яр Володимир Дусан, архітектор Борис Солонін, краєзнавець Тарас Циклиняк. Втілення: Вадим та Валерія Перці                                                                                 |      |
| 2 | Тернопільський парафіяльний костел Матері Божої Неустанної Помочі                               | сквер ім. Шевченка (навпроти Центрального універмагу)                              | 10 вересня 2017                                                     | Творча група: Дмитро Мулярчук, Володимир Кріса, Борис Солонін, Тарас Циклиняк. Втілення: родина Маслівців і Дігаїв. |      |
| 3 | Перша державна гімназія ім. Вінцентія Поля                                                      | вулиця Гетьмана Сагайдачного, 6                                                    | 4 листопада 2018 (перша частина), 10 листопада 2019 (друга частина) | Макет, фактично, встановлено на місці фундаменту неіснуючої гімназії. Творча група: Тарас Циклиняк, Дмитро Мулярчук, Володимир Кріса, Борис Солонін. Втілення: родина Дігаїв, Маслівців,                                                                                         |      |
| 4 | Стара синагога та ринок поч. ХХ ст.                                                             | вул. Руська, 12                                                                    | 17 листопада 2019                                                   | Творча група: киянин Петро Білян (ініціатива, фінансова підтримка), Володимир Кріса, Дмитро Мулярчук, Володимир Дусан, Борис Солонін та Леонід Бицюра |      |
| 5 | Ратуша та карта міста 1925 р.                                                                   | вул. Чорновола                                                                     | 28 серпня 2020                                                      | Творчий колектив: Дмитро Мулярчук, Володимир Кріса, Борис Солонін: за підтримки Тернопільської міської ради. |      |
| 6 | Історична частина міста XVIII ст. з накладеними на ньому фортифікаційними мережами XVI—XVII ст. | вул. Замкова, неподалік Тернопільського замку, поблизу фонтану «Сльози Гронського» | 22 грудня 2021                                                      | Творча група: скульптор Дмитро Мулярчук, історик Володимир Кріса, архітектор Данило Чепіль. В основі макету — деталізованау карта окружного інженера Антоніо Позареллі 1797 року. Фінансова підтримка — управління житлово-комунального господарства Тернопільської міської ради |      |